# Senko Cup (competizione giapponese)
La Senko Cup è una competizione Go giapponese, riservata alle professioniste giapponesi. Talvolta è chiamata «Saikyo femminile», ma questo nome è improprio, in quanto il Saikyo femminile è stato un torneo disputato tra il 1999 e il 2008, ma la Senko Cup è considerata una prosecuzione del Saikyo.
La competizione è organizzata dalla Nihon Ki-in con la cooperazione della Kansai Ki-in; lo sponsor è la Senko Group Holdings e la borsa della vincitrice è di 8.000.000 yen, la maggiore tra tutti i tornei giapponesi femminili.
Il formato è a eliminazione diretta con finale su partita singola.

## Albo d'oro
| Edizione | Anno | Vincitrice    | Seconda classificata |
| -------- | ---- | ------------- | -------------------- |
| 1        | 2016 | Xie Yimin     | Mukai Chiaki         |
| 2        | 2017 | Fujisawa Rina | Xie Yimin            |
| 3        | 2018 | Mannami Nao   | Nyu Eiko             |
| 4        | 2019 | Fujisawa Rina | Xie Yimin            |
| 5        | 2020 | Ueno Asami    | Xie Yimin            |
| 6        | 2021 | Fujisawa Rina | Ueno Asami           |
| 7        | 2022 | Nyu Eiko      | Nakamura Sumire      |
| 8        | 2023 | Nyu Eiko      | Ueno Asami           |
| 9        | 2024 | Fujisawa Rina | Ueno Asami           |
| 10       | 2025 | Ueno Risa     | Fujisawa Rina        |